# Umlaut
Zasugerowano, aby ten artykuł podzielić na różne artykuły – o znaku diakrytycznym i przegłosie germańskim.
Umlaut (dosłownie: przegłos) – zmiana brzmienia samogłoski spotykana w językach germańskich.

## Wymowa
W alfabecie niemieckim samogłoski z umlautem mają następujące znaczenie:
- ä oznacza tzw. „e nienapięte”, czyli głoskę [ε] (polskie e, niemieckie e krótkie) lub [ε:], przy czym ta druga raczej zastępowana jest przez długie „e napięte” [e:] (dźwięk pośredni między e i i, jak polskie e między spółgłoskami miękkimi, identyczny z niemieckim e długim) – zastępowanie [ε:] przez [e:], mimo że częste, nie jest dopuszczalne w wymowie wzorcowej.
- ö – może oznaczać głoski [ø:] lub [œ] (stanowiące zasadniczo dźwięki pośrednie między polskim o i e)
- ü – może oznaczać głoski [y:] lub [ʏ] (stanowiące zasadniczo dźwięki pośrednie między polskimi u i i)

Także w innych językach ö i ü oznaczają zwykle odpowiednio [ø] lub [œ] i [y] lub [ʏ]. Znak ä może natomiast oznaczać [æ] (dźwięk pośredni między polskimi a i e), tak jak dawniej również w niemieckim.

## Transkrypcja

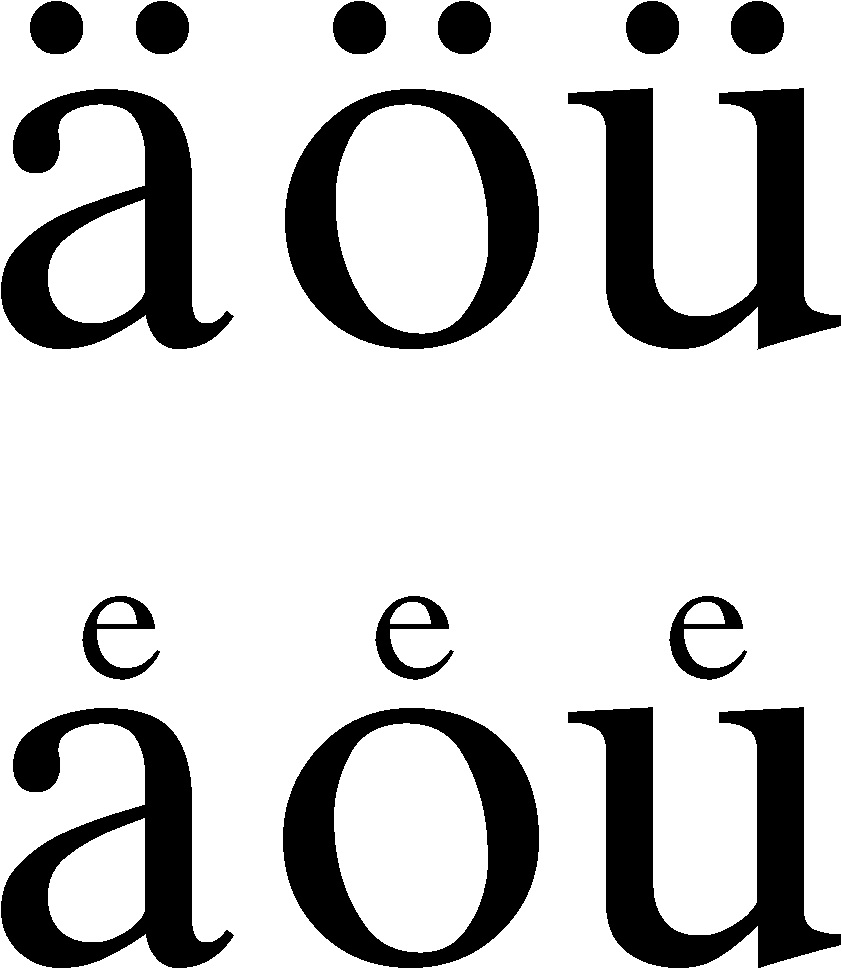
Nowsza (na górze) i starsza grafia

W języku niemieckim przy niedostępności odpowiednich czcionek lub w adresach internetowych umlauty są zastępowane przez dodanie litery „e” po literze ze znakiem diakrytycznym oznaczającym umlaut, czyli:
- ä – æ – ae
- ö – œ – oe
- ü – ᵫ – ue

Przykłady: Franz Neuländtner → Franz Neulaendtner, Gerhard Schröder → Gerhard Schroeder, Müller → Mueller, für → fuer,  (Zugvögel → Zugvoegel).
Równolegle do pisowni z wykorzystaniem liter ä, ü, ö występują słowa zawsze pisane przez ae, ue, oe – dotyczy to przede wszystkim niektórych nazwisk (np. Goethe, równoległe postacie Schröder i Schroeder). Zapis ä, ö i ü jako ae, oe i ue pochodzi stąd, że dawniej nie stosowano kropek, ale nadpisywano małą literkę e nad odpowiednią samogłoską. W niemieckim odręcznym piśmie gotyckim pisana litera e przypomina dwie pionowe kreski, które po skróceniu przekształciły się w dwie kropki.
Zastępowanie takie nie jest dopuszczalne w innych językach wykorzystujących litery ä itp., np. w języku estońskim, fińskim, szwedzkim.
Przy m.in. polskiej transkrypcji także z innych języków ä, ö (i ø), ü można oddać przez ae, oe, ue, jednak wyłącznie wtedy, gdy niemożliwe jest oddanie liter ze znakami diakrytycznymi – zasadniczo te litery należy podawać w oryginalnej pisowni z zachowaniem swoistych znaków diakrytycznych niestosowanych w polskiej ortografii.
W Unikodzie diereza/umlaut występuje w wersjach:
| Znak | Unikod | Kod HTML                    | Nazwa unikodowa     | Nazwa polska     |
| ---- | ------ | --------------------------- | ------------------- | ---------------- |
| ¨    | U+00A8 | &uml; lub &#xA8; lub &#168; | DIAERESIS           | diereza          |
| ̈     | U+0308 | &#x0308; lub &#776;         | COMBINING DIAERESIS | diereza dostawna |

## Wprowadzanie znaków

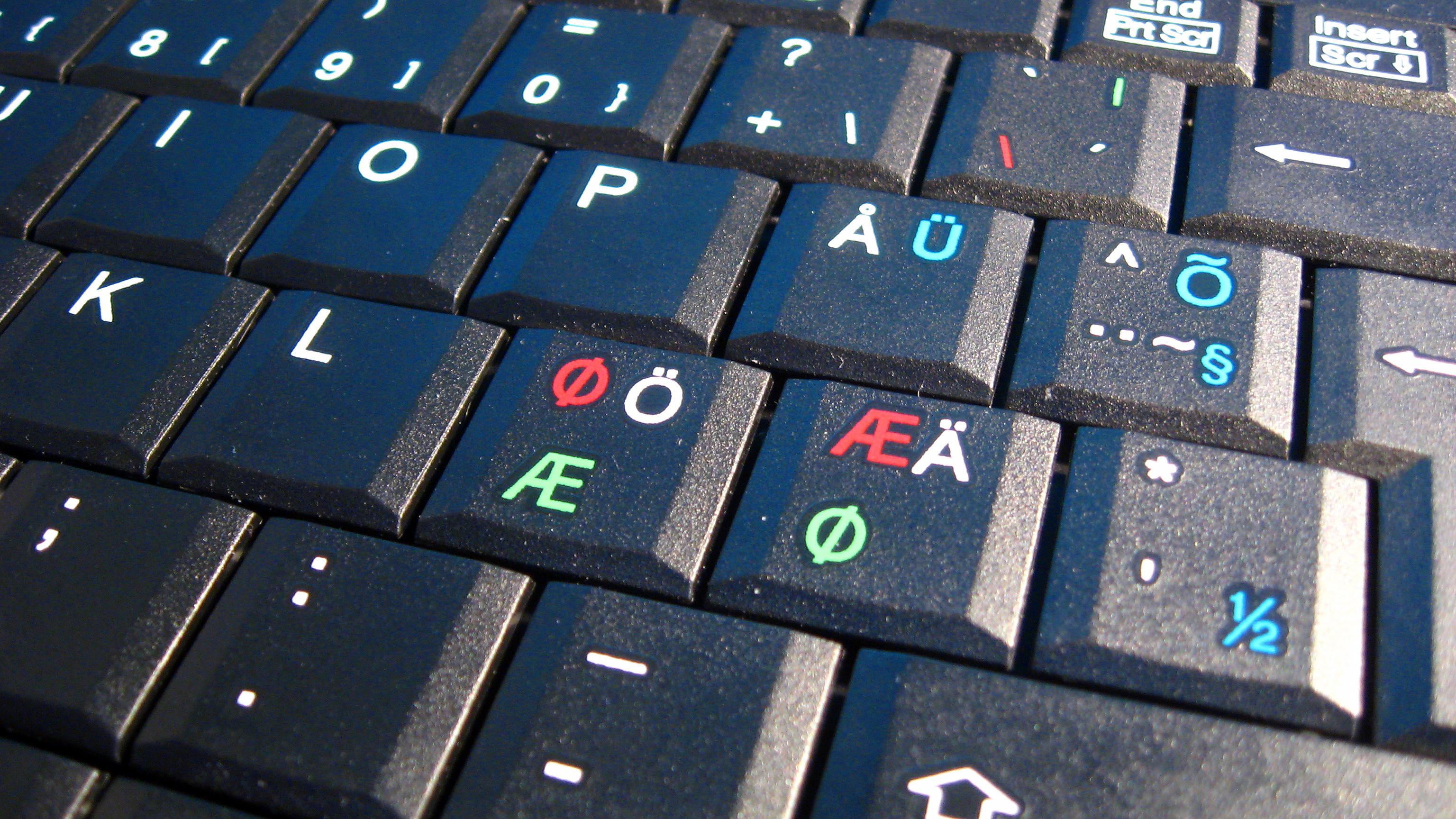
Litery z umlautem na klawiaturze komputera

Dla osób korzystających z popularnych edytorów tekstów w systemie operacyjnym Windows przyda się prosta metoda wpisywania liter z umlautem:
- Alt + 142 = Ä
- Alt + 132 = ä
- Alt + 153 = Ö
- Alt + 148 = ö
- Alt + 154 lub Alt + 0220 = Ü
- Alt + 129 lub Alt + 0252 = ü
- Litery z umlautem znajdują się też na Tablicy Znaków(inne języki) w Windowsie.

W systemie Linux w środowisku graficznym umlauty wprowadza się wciskając kolejno AltGr+[ (prawy alt z klawiszem lewego nawiasu prostokątnego), a następnie właściwą samogłoskę, np:
- AltGr + [, ⇧ Shift + A = Ä
- AltGr + [, A = ä
- AltGr + [, ⇧ Shift + E = Ë
- AltGr + [, E = ë

itp.
W przypadku korzystania z klawiatury maszynistki w systemach Windows i Linux umlauty wprowadza się wciskając kolejno AltGr++ (alt z klawiszem bezpośrednio na prawo od zera), a następnie właściwą samogłoskę, np:
- AltGr + +, ⇧ Shift + A = Ä
- AltGr + +, A = ä
- AltGr + +, ⇧ Shift + E = Ë
- AltGr + +, E = ë

itp.